# Скобаљијада
Скобаљијада је традиционална манифестација и риболовачко такмичење у пецању скобаља. Одржава се током августа или септембра месеца сваке године, на ушћу Крупинске реке у реку Дрину, у насељу Црнча (Општина Љубовија). Прво такмичење је одржано 2011. године, а учешће је узео велики број такмичара из Србије и Републике Српске. Манифестација и такмичење, одржвају се у организацији месне заједнице Црнча и Туристичке организације Љубовија.